# Trindade do Sul
Trindade do Sul é um município brasileiro do estado do Rio Grande do Sul.

## Geografia
Trindade do Sul é um município que faz parte da Microrregião de Frederico Westphalen. Localiza-se a uma latitude 27º31'13" sul e a uma longitude 52º53'00" oeste, estando a uma altitude de 640 metros. Sua população estimada em 2004 era de 5 406 habitantes.
| Noroeste: Nonoai           | Norte: Gramado dos Loureiros | Nordeste: Entre Rios do Sul |
| Oeste: Liberato Salzano    |                              | Leste: Entre Rios do Sul    |
| Sudoeste: Liberato Salzano | Sul: Três Palmeiras          | Sudeste: Três Palmeiras     |

## História
Vários foram os nomes dados à comunidade que existia na região de Trindade do Sul no início do século XX. Até a década de 20 toda a redondeza era conhecida como Serra do Lobo. O primeiro morador relevante do local foi João Trindade, que ficou conhecido pelas pessoas que passavam pela comunidade local a caminho do centro do país.
A comunidade passou a ser conhecida como Trindade da Serra do Lobo. A família de João estabeleceu-se ali aproximadamente em 1930, dando origem ao primeiro núcleo de moradores. Posteriormente outras famílias, vindas de diversos locais, somaram-se à família Trindade, entre elas Bosa, Loureiro Machado, Madalozzo, Da Rosa e Barbiero.
Com o passar do tempo, Trindade foi desenvolvendo-se e surgiram as primeiras construções de escolas, igrejas, casas comerciais, bem como o cultivo da terra, através de plantações de feijão, trigo e milho, nos arredores do núcleo urbano. A origem do nome de Trindade do Sul é uma homenagem a seu primeiro morador, Sr. João Trindade; e o sufixo "do Sul” deve-se ao fato de existir no estado de Goiás outra localidade denominada Trindade.
O percentual étnico do novo Município era constituído em 30% por italianos, 10% por alemães, 10% por poloneses e 50% por mestiços.
Em 1955, Trindade do Sul foi elevada á categoria de vila. Em 1964 houve a primeira tentativa de emancipar Trindade do Sul, porém, devido a problemas com leis Federais, acabaram por impossibilitar a emancipação.
Em 1982 houve outra tentativa emancipacionista, porém esta também foi frustrada, motivada por problemas diversos.
Finalmente, em 1985, a comunidade unida, a Comissão Emancipacionista, a Assembleia Legislativa e o Prefeito de Nonoai, todos somando suas forças, venceram os obstáculos e colocaram em prática o antigo sonho emancipacionista. Em 20 de setembro de 1987, realizou-se a consulta plebiscitária, quando vence a vontade popular, e em 15 de dezembro de 1987, pela Lei Estadual n° 8487, é criado oficialmente o Município de Trindade do Sul.

## População
De acordo com estimativas do IBGE, no ano de 2010, Trindade do Sul conta com uma população de 5787 habitantes, sendo que destes, 3114 são mulheres e 3163 homens. Destes 6276 habitantes trindadenses, 4212 são eleitores, segundo dados constatados no plebiscito realizado no mês de outubro de 2005, sobre desarmamento.